# البلالة
البلالة بلدية بولاية أم البواقي.